# Nowy Korczyn (gemeente)
De gemeente Nowy Korczyn is een landgemeente in woiwodschap Święty Krzyż, powiat Buski.
De zetel van de gemeente is in Nowy Korczyn.

## Oppervlakte gegevens
In 2002 bedroeg de totale oppervlakte van gemeente Nowy Korczyn 117,31 km², waarvan:
- agrarisch gebied: 83%
- bossen: 8%

De gemeente beslaat 12,13% van de totale oppervlakte van de powiat.

## Demografie
Stand op 30 juni 2004:
| Omschrijving                   | Totaal | Totaal | Vrouwen | Vrouwen | Mannen | Mannen |
| ------------------------------ | ------ | ------ | ------- | ------- | ------ | ------ |
| eenheid                        | aantal | %      | aantal  | %       | aantal | %      |
| inwoners                       | 6 450  | 100    | 3 312   | 51,3    | 3 138  | 48,7   |
| bevolkingsdichtheid (inw./km²) | 55     | 55     | 28,2    | 28,2    | 26,7   | 26,7   |

In 2002 bedroeg het gemiddelde inkomen per inwoner 1 232,5 zł.

## Administratieve plaatsen (sołectwo)
Badrzychowice, Błotnowola, Brzostków, Czarkowy, Grotniki Duże, Grotniki Małe, Górnowola, Harmoniny, Kawęczyn, Łęka, Nowy Korczyn, Ostrowce, Parchocin, Pawłów, Piasek Wielki, Podraje, Podzamcze, Rzegocin, Sępichów, Stary Korczyn, Strożyska, Ucisków, Winiary Dolne, Żukowice

## Aangrenzende gemeenten
Pacanów, Wiślica, Busko-Zdrój, Solec-Zdrój, Opatowiec, Bolesław, Gręboszów, Mędrzechów.